# Potyczka w Przekurce
Potyczka w Przekurce – potyczka stoczona 29 lutego 1944 roku w pomiędzy pododdziałami 27 Wołyńskiej Dywizji Piechoty dowodzonymi przez por. Kazimierza Filipowicza „Kordy” a jednostkami UPA. Była ona częścią większego konfliktu polsko-ukraińskiego, który nasilił się w trakcie II wojny światowej, zwłaszcza na terenach Wołynia i Galicji Wschodniej.

## Bitwa

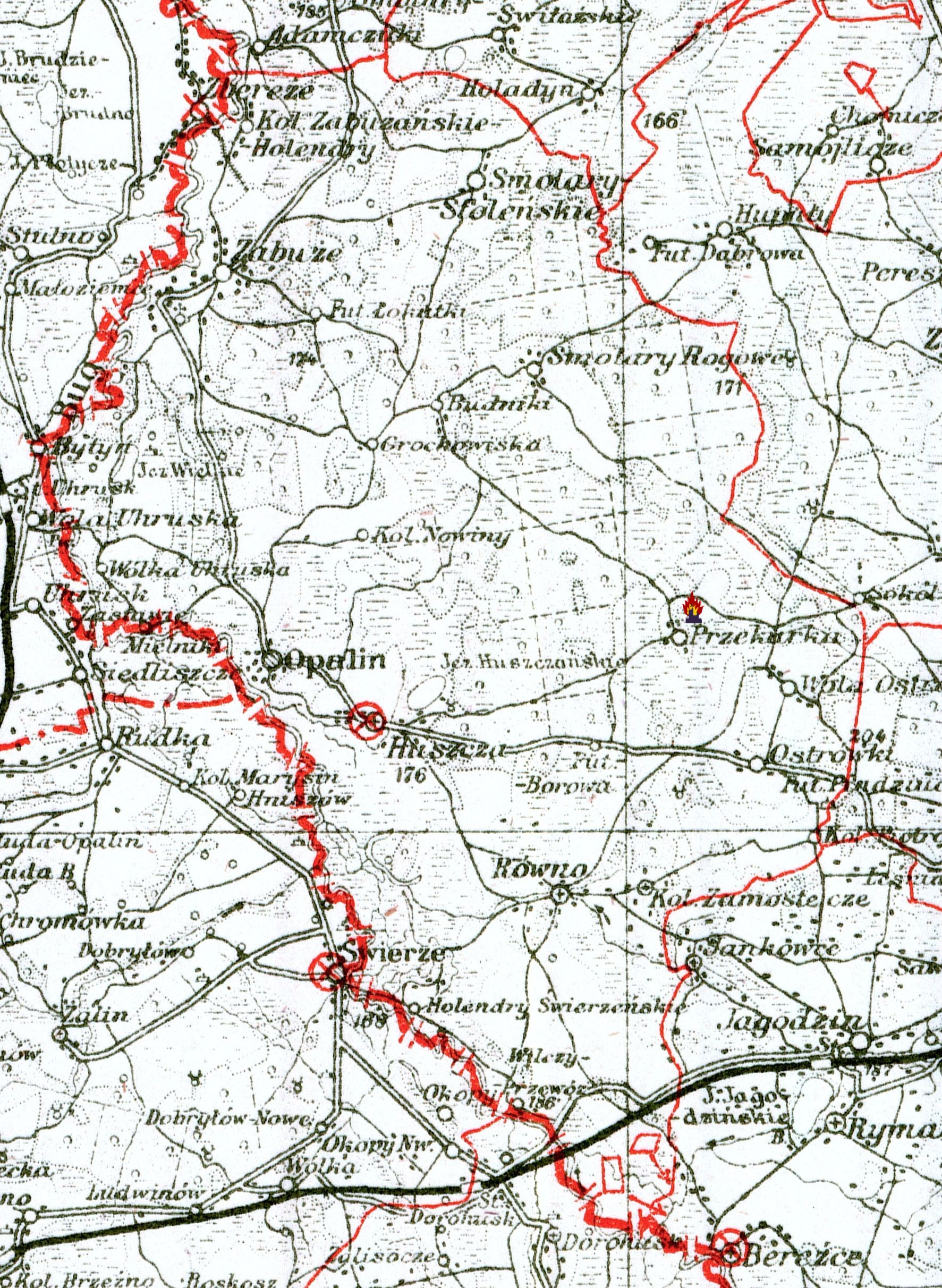
Miejsce potyczki w Przekurce na mapie gminy Huszcza z 1936 r.

W celu zlikwidowania zgrupowania UPA stacjonującego we wsi Przekurka wyznaczono dwa plutony z 27 Wołyńskiej Dywizji Piechoty AK, wzmocnione żołnierzami z okolicznych placówek – łącznie ok. 70 osób. 4 pluton „Piki” pod dowództwem plut. Karola Dyczki przybył 29 lutego 1944 roku od strony wschodniej, okrążył wieś i przed świtem zaatakował Ukraińców od zachodu. Szybko zdobyto sztab kurenia ulokowany w budynku szkoły i wyparto żołnierzy UPA, którzy w nieładzie wycofali się w kierunku wschodnim. Miał ich tam przechwycić 2 pluton ppor. Jana Lissonia „Cienia”, jednak przybył on za późno i Ukraińcy zdołali wydostać się z zasadzki.
W wyniku potyczki rozbite zostały dwie sotnie UPA i spalono kilka zabudowań. Wieś została zdobyta, a siły ukraińskie zmuszone do ucieczki, jednak nie zostały zniszczone.
Inaczej wydarzenia te przedstawia Iwan Olchowski. Według niego w Przekurce w miejscowej szkole znajdował się rój UPA, który ogniem karabinów maszynowych na jakiś czas powstrzymał Polaków, dając ukraińskiej ludności możliwość ucieczki do lasu. Jednak pod naciskiem oddziału AK partyzanci UPA zostali zmuszeni do wycofania się ze wsi razem z mieszkańcami. Mimo tego polscy partyzanci zabili i spalili żywcem 38 osób (w tym także dzieci i starców) z Przekurki, Równego, Połap i Huszczy. Poza tym raniono osiem osób i spalono prawie wszystkie budynki.